# Berabish
Berabish, beduinsko pleme berberskog porijekla sjeverno od Timbuktua u Maliju. Trgovci su solju koju prevoze karavanskim putovima između gradova Nioro i Nara, dok se žene bave uzgojem deva. Populacija im iznosi 123.000 u Maliju i 43.000 u Mauritaniji. Govore jezikom hassaniyya. Vjera muslimanska